# Federico Munerati
Federico Munerati (ur. 16 października 1901 w La Spezia, zm. 26 lipca 1980 w Chiavari) – włoski piłkarz i trener.

## Kariera
Federico Munerati grał w Juventusie na pozycji napastnika. W latach 1922–1933 rozegrał w Juve 250 meczów i strzelił 111 bramek. Zajmuje obecnie 10. miejsce na liście najlepszych strzelców Juve. Z turyńskimi "Zebrami" zdobył 4 mistrzostwa Włoch.

## Reprezentacja
Munerati zadebiutował w reprezentacji Italii 18 lipca 1926 roku, w meczu przeciwko Szwecji. Dla "Azzurrich" zagrał 4 mecze, w latach 1926–1927.

## Kariera trenerska
Federico Munerati spróbował swych sił również jako trener Juventusu. Pełnił tę funkcję w latach 1940–1941, wygrywając puchar Włoch.